# Phalera takasagoensis
Phalera takasagoensis är en fjärilsart som beskrevs av Matsumura 1919. Phalera takasagoensis ingår i släktet Phalera och familjen tandspinnare. Inga underarter finns listade i Catalogue of Life.